# Chevrolet Caprice
O Chevrolet Caprice é um modelo de porte grande da Chevrolet.
Muito conhecido nos filmes como táxi, viaturas policiais ou viatura do FBI. Começou sua carreira como carro de luxo, mas com o passar dos anos deixou sua marca registrada na polícia, devido à seu bom desempenho. Nas unidades entre 1991 e 1996, essa força era gerada pelo motor LT1, um 5.7L V8 derivado do Corvette, mas com 260 cavalos, ao invés de 300 cavalos. O Chevrolet Caprice ficou nas forças policiais por muitos anos e até hoje em alguns lugares no interior dos EUA é utilizado como viatura policial. Também foi o carro mais utilizado como táxi em Nova York na década de 90, antes do Ford Crown Victoria tomar seu posto como táxi.
Em 2011 o mesmo retornou aos EUA como veiculo policial, com plataforma e montagem pela sua parente australiana Holden.
- Chevrolet Caprice Sedan 1968.
- Chevrolet Caprice 1978 Coupe.
- Chevrolet Caprice 1985.
- Chevrolet Caprice 1991.